# كنيسة القديس بطرس (أنطاكية)

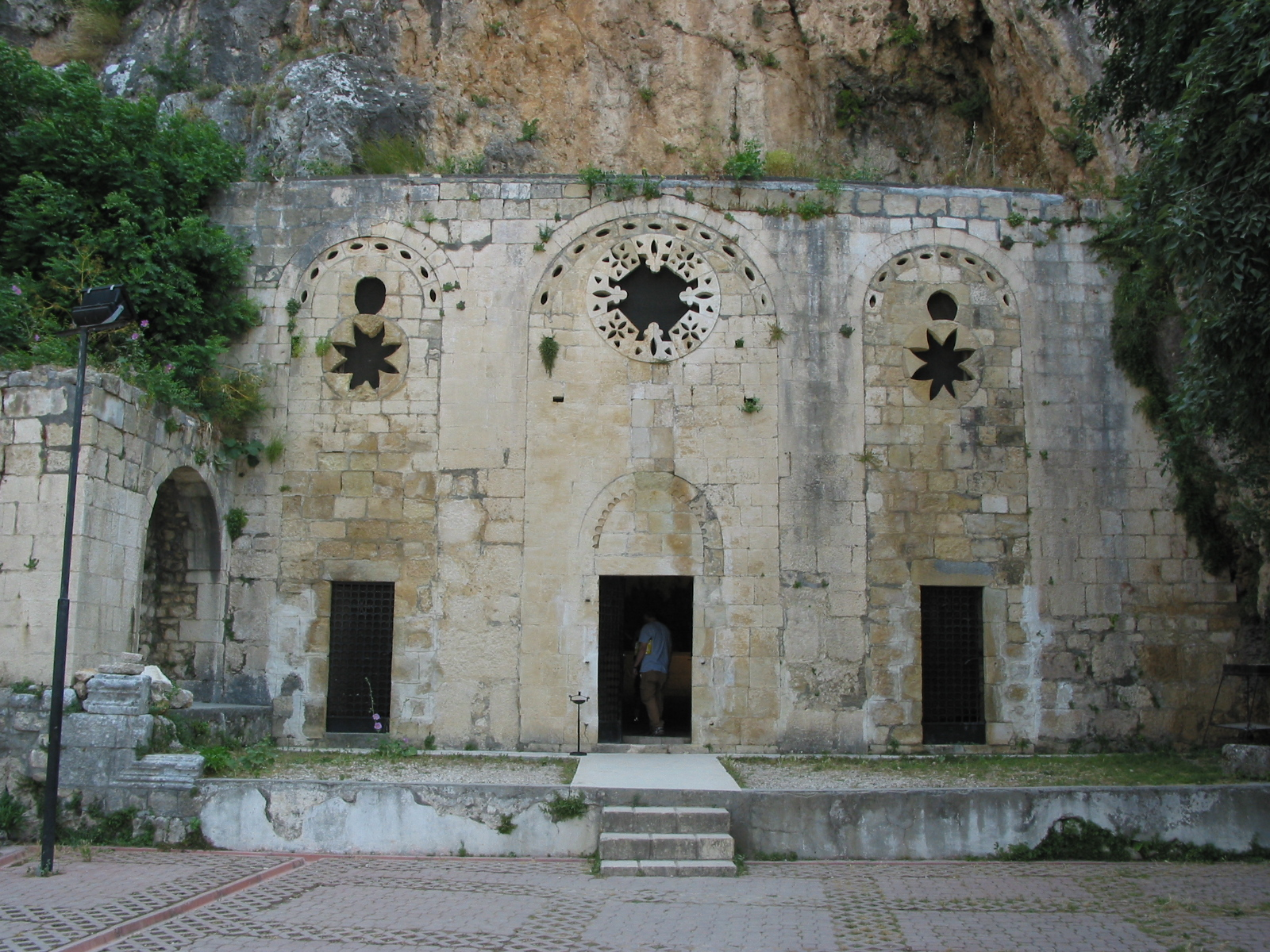
كنيسة القديس بطرس في أنطاكية، وفي هذه المدينة إتخذ أتباع يسوع لقب مسيحيين.

كنيسة القديس بطرس (بالتركيّة: Aziz Petrus Kilisesi) أو مغارة القديس بطرس هي كنيسة تقع في سفوح جبل الحج في مدينة المركز التاريخي لمدينة أنطاكيا في محافظة هاتاي، وبحسب التقاليد المسيحية فيها كهف يقال أنه المكان الذي ألقى فيه بطرس أول خطبة له، وتم ترميمه وتحويله إلى كنيسة، بعد أن تبنى الرومان الديانة المسيحية، وكانت الكنيسة ملجأ لأول المسيحيين، والبابا الأول، والقديس بطرس. استخدم المسيحيين الأوائل هذه الكنيسة للعبادة وبالتالي يُعتقد أنّ الكنيسة واحدة من أقدم كنائس العالم.
تعتبر مدينة أنطاكية إحدى أهم المدن في تاريخ سورية حيث أنها كانت عاصمة سورية قبل الفتح الإسلامي في القرن السابع، وما زالت حتى الآن عاصمة للكنائس المسيحية الشرقية. دُعيت مدينة أنطاكيّة بلقب «مهد المسيحية» نتيجة للدور المحوري الذي لعبته المدينة في ظهور كل من الهلنستية اليهودية والمسيحية المبكرة. ودعي المؤمنون بالمسيحية باسم مسيحيين أول مرة في مدينة أنطاكية في نحو سنة 42 أو 43 للميلاد.
أعيد بناء واجهة الكنيسة في عام 1863 من قبل الرهبان الكبوشيين، والذين حصلوا السلطة على السيطرة على الكنيسة بناءًا على أوامر من البابا بيوس التاسع. ساهم الإمبراطور الفرنسي نابليون الثالث أيضًا في عمليّة الترميم.